# 師市合一
師市合一（ししごういつ、中国語: 师市合一）は、中華人民共和国西部新疆ウイグル自治区における準軍事組織新疆生産建設兵団（以下、兵団）が自治区政府と共同で行なう行政体制である。
兵団の師団本部（「師」）をその駐屯地において県級市として成立させ、その市は新疆ウイグル自治区の「直轄」とすることで、兵団がその地域の管理を行えるようにしている。「平時為民、戦時為兵（「平时为民，战时为兵」：平時は住民となり、戦時は兵士となる）」という標語を掲げ、屯田兵制度を行政制度上に位置づけている。
兵団の師団本部政治委員が党市委員会書記を兼任し、師団本部の師長（師団長）が同時に市長を兼任する。県級市では人民代表大会を実施し、政府では人大代表監督を受け容れる。かつて、産業・商業・税制・運輸・環境保護などの公共事業は、地方政府や自治区政府が担当していたが、現在は新設の県級市が担当する。このように農業や建設に当たる師団が県級市を通じ、合法的な財政収入と税収入を得ることが出来るようになっている。

## 歴史
新疆生産建設兵団の駐屯が長期化するに当たり、地方政府が納税を要求するようになった。そのため兵団自身の合法的行政財政の立場を明らかにする必要が出て来た。
1984年9月、中国共産党新疆ウイグル自治区党委員会と新疆ウイグル自治区人民政府は、第八師師団本部と石河子市をひとつの党委員会で運営するという体制を実行することを決定した。
21世紀に入り、兵団はこの第八師師団本部が実質的に石河子市そのものとなった「師市合一モデル」を適用し、さらに8地域の師団を県級市としようとした。政府国務院もこれを承認し、「関連部門と積極的に連絡を取り、高位指導者の支持をとりつける」ことにより、自治区政府は最終的に同意に至り、それぞれ県級市として成立した。

## 成立した市
| 県级市       | 所属師団 | 建立年 | 所属元地級行政区                   | 所属元県級行政区           |
| ------------ | -------- | ------ | ---------------------------------- | -------------------------- |
| 石河子市     | 第八師   | 1976   | イリ・カザフ自治州タルバガタイ地区 | 沙湾県                     |
| アラル市     | 第一師   | 2002   | アクス地区                         | アクス市                   |
| トムシュク市 | 第三師   | 2002   | カシュガル地区                     | マラルベシ県               |
| 五家渠市     | 第六師   | 2004   | 昌吉回族自治州                     | 米泉市、昌吉市             |
| 北屯市       | 第十師   | 2011   | イリ・カザフ自治州アルタイ地区     | アルタイ市、ブルルトカイ県 |
| 鉄門関市     | 第二師   | 2012   | バインゴリン・モンゴル自治州       | コルラ市                   |
| 双河市       | 第五師   | 2014   | ボルタラ・モンゴル自治州           | ボルタラ市                 |
| コクダラ市   | 第四師   | 2015   | イリ・カザフ自治州直轄             | 霍城県                     |
| 崑玉市       | 第十四師 | 2016   | ホータン地区                       | カラカシュ県               |
| 胡楊河市     | 第七師   | 2019   | イリ・カザフ自治州直轄             | クイトゥン市               |
| 新星市       | 第十三師 | 2021   | クムル市                           | 伊州区                     |
| 白楊市       | 第九師   | 2023   | イリ・カザフ自治州タルバガタイ地区 | チョチェク市               |

## 将来
第十二次五カ年規画により、新疆生産建設兵団は「師団で都市を作り、連隊で町を作る（师建城市、团场建镇）」ことによる都市開発を加速させている。2020年には兵団は都市化率を2009年の48%から70%に増加させている。師団が一個もしくは複数の都市を建設するとすぐに「一師一市（または一師多市）」を適用する一方、条件が整っている連隊では小規模の町村を建設し、師団の各連隊全部がそれぞれの町を建設している。

### 近日中の計画
現在、兵団では下記の地域で「一師一市」を実現すべく計画している（建築工程師（第十一師）を除く）。
| 提案中の都市 | 所属師   | 該当地区 | 所属元地級行政区 | 所属元県級行政区 |
| ------------ | -------- | -------- | ---------------- | ---------------- |
| 北亭市       | 第十二師 | 二二二団 | 昌吉回族自治州   | 阜康市           |

### 長期計画
| 提案中の都市 | 所属師 | 該当地区               | 所属元地級行政区                   | 所属元県級行政区 |
| ------------ | ------ | ---------------------- | ---------------------------------- | ---------------- |
| 金銀川市     | 第一師 | 金銀川鎮（一団）       | （直轄）                           | アラル市         |
| タリム市     | 第二師 | コルムイ鎮（三十三団） | バインゴリン・モンゴル自治州       | ロプノール県     |
| 米蘭市       | 第二師 | 米蘭鎮（三十六団）     | バインゴリン・モンゴル自治州       | チャルクリク県   |
| 南屯市       | 第二師 | 三十八団               | バインゴリン・モンゴル自治州       | チャルチャン県   |
| 前海市       | 第三師 | 四十五団               | カシュガル地区                     | マルキト県       |
| 芳草湖市     | 第六師 | 正繁戸鎮（芳草湖農場） | 昌吉回族自治州                     | フトビ県         |
| 下野地市     | 第八師 | 下野地鎮（一三四団）   | イリ・カザフ自治州タルバガタイ地区 | 沙湾市           |
| 莫索湾市     | 第八師 | 西営鎮（一四八団）     | 昌吉回族自治州                     | マナス県         |
| 烏什水市     | 第九師 | 一六八団               | イリ・カザフ自治州タルバガタイ地区 | ドルビルジン県   |